# Spiel mit vollständiger Information
Ein  Spiel mit vollständiger Information bezeichnet in der mathematischen Spieltheorie ein Spiel, bei dem allen Spielern die Spielregeln vollständig bekannt sind: Welcher Spieler hat unter welchen Umständen welche Entscheidungsoptionen? Welche Auszahlungen ergeben sich bei welchen Sequenzen von Spielerentscheidungen?
Die Eigenschaft der vollständigen Information dürfte bei „normalen“ Gesellschaftsspielen wie Schach und Skat stets erfüllt sein. Bei der Modellierung eines ökonomischen Prozesses durch ein Spiel kann die Eigenschaft der vollständigen Information aber nicht immer vorausgesetzt werden. Insofern werden in der Spieltheorie ausdrücklich auch Spiele mit unvollständiger Information untersucht, bei denen die Regeln nicht allgemein bekannt sind. Diese nennt man Bayes-Spiele.

## Unterschied zur perfekten Information
Nicht zu verwechseln mit vollständiger Information beim Spiel ist die perfekte Information, gelegentlich auch als vollkommene Information bezeichnet. Diese Eigenschaft eines Spiels besagt, dass die Spieler stets über das bisherige Spielgeschehen informiert sind, wie es typischerweise bei Brettspielen, auch solchen mit Zufallseinfluss wie Backgammon, nicht aber bei den meisten Kartenspielen, der Fall ist.
Allerdings bezeichnen einzelne Autoren die Eigenschaft der perfekten Information abweichend vom wissenschaftlichen Standard als vollständige Information.

## Spiel mit vollständiger Information in der Wirtschaft
Bei Problemen der Wirtschaft, die vielfach mit spieltheoretischen Ansätzen untersucht wurden und werden, begegnet man fast ausschließlich Spielen ohne vollständige Information, da zum Beispiel wirtschaftliche Eckdaten und Planungen von konkurrierenden Unternehmen im Allgemeinen nicht bekannt sind. Wie allerdings Harsanyi 1967 zeigte, kann man, wenn man vernünftige Schätzungen besitzt, in solchen Situationen einen virtuellen Zufallsspieler einführen – aus Sicht des Untersuchenden ist egal, ob der Gegenspieler wahrscheinlich Plan X hat oder ihn später mit der entsprechenden Wahrscheinlichkeit auswürfelt. Der Vorteil dieses dialektischen Tricks ist es, dass solche entstehenden Spiele mit vollständiger, aber nicht perfekter Information, spieltheoretisch wesentlich einfacher erfass- und behandelbar sind.